# Секст Тіцій
Секст Тіцій (лат. Sextus Titius; II—I століття до н. е.) — давньоримський політичний діяч, народний трибун 99 року до н. е.

## Життєпис
Секст Тіцій походив з незнатного плебейського роду Тіціїв. Деякі носії номену Тіцій увійшли до складу Сенату в останнє сторіччя існування Римської республіки.
Секст Тіцій був обраний народним трибуном разом з Луцієм Аппулеєм Сатурніном. У самий перший день трибуната (10 грудня 99 року до н. е.) Сатурнін і ще один член колегії, Луцій Еквіцій, були вбиті прихильниками сенатської аристократії. Тіцій у зв'язку з цими подіями не згадується; але пізніше він «виступив як справжній політичний спадкоємець Сатурніна».
Про діяльність Тіція відомо дуже мало. Він висунув аграрний законопроєкт, який зробив його дуже популярним серед плебсу. Ця ініціатива стала законом, незважаючи на опір інших трибунів і консула Марка Антонія Оратора, але колегія авгурів незабаром цей закон скасувала як прийнятий неправильно.
В наступному році (98 до н. е.) Тіцій був притягнутий до суду за зберігання вдома зображення Сатурніна і засуджений.
Марк Тулій Цицерон називає Тіція «людиною дуже балакучою і досить розумною…, але у нього були такі розв'язні і зніжені руху, що тоді з'явилося навіть щось на зразок танцю під назвою „Тіцій“».